# 田口泰士
田口 泰士（たぐち たいし、1991年3月16日 - ）は、沖縄県那覇市出身のプロサッカー選手。Jリーグ・ジェフユナイテッド千葉所属。ポジションはミッドフィールダー。元日本代表。

## 経歴

### プロ入り前
4歳上の兄の影響で幼稚園児のときからサッカーを始め、時は1年生からFC南スポーツ少年団に所属、6年生時にはU-12日本代表に選抜された。小学校卒業後は那覇市立小禄中学校に進学。2年生時にナショナルトレセンの九州選抜に選出。県内からはU-13の田口と、U-14の上里琢文の2人だけであった。3年生時には県内から唯一U-14日本選抜チームに選出された。3年生時にはキャプテンとしてチームを牽引 し、沖縄県中学新人大会で優勝。なお、決勝戦の対戦相手の安岡中学校には、後に高校やプロで同期となる久場光が在籍していた。中学時代から県内の同世代では突出した才能を見せており、国際経験も豊富であった。
流通経済大学付属柏高等学校に進学。2年生時には高円宮杯全日本ユース選手権と全国高等学校サッカー選手権大会での優勝に貢献。3年生時にはキャプテンを務め、高校総体で優勝に導いた。U-15、U-17の各代表にも選出され、2006年のU-15フランコ・ガッリーニ国際大会で優勝、MVPを獲得した。
高校の一学年先輩に、大前元紀、比嘉祐介、中里崇宏がいる。

### 名古屋グランパス
2008年10月、名古屋グランパスへの入団が内定。2009年1月25日、新人選手6人で入団会見を行った。2009年3月15日から19日に行われたU-18日本代表候補合宿に参加。5月2日、リーグ戦第9節京都サンガF.C.戦の後半37分から交代でプロ初出場した。
2011年1月10日から2月15日まで、新井辰也とともにリーガ・エスパニョーラのレアル・ソシエダの練習に参加した。2012年シーズンのリーグ中断期間にドラガン・ストイコビッチ監督のアシスタントコーチを務めていたボシュコ・ジュロヴスキの進言でボランチにコンバートされてからは主力として多くの出場機会を得る。
2015年4月11日、前年から患っていたグロインペイン症候群が3月末に急激に悪化し、長期離脱を余儀なくされた。9月12日、J1リーグ2nd第10節仙台戦で復帰。
2016年シーズンからキャプテンに就任した が、チームはJ2リーグに降格してしまった。シーズン終了後、ガンバ大阪、柏レイソル、サガン鳥栖などからオファーがあったが、降格した責任感を感じて残留することが決まった。
2017年8月6日、第26節の愛媛FC戦でプロ入り初のハットトリックを決めた。レギュラーとして活躍し、チームはJ1昇格プレーオフで勝ち上がり、1年でのJ1昇格を果たした。

### ジュビロ磐田
2018年シーズンより、ジュビロ磐田に加入。開幕戦の川崎フロンターレ戦では途中からの出場だった が、第2節の古巣・名古屋戦からはスタメンとして出場している。最終的にはレギュラーとして33試合に出場。12月8日に行われたJ1参入プレーオフの東京ヴェルディ戦では、FKを直接決めて磐田のJ1残留に貢献した。
2019年シーズンは、第24節まではスタメンで出場するもチームの不調や自身のパフォーマンスが上昇しなかった事もあり、新監督のフェルナンド・フベロ就任後の第25節からスタメンを外れ、シーズン21試合と出場機会が減少。チームはJ2降格となり、自身は5年ぶりにノーゴールのままシーズンを終えた。12月16日に契約満了によりチームを退団する事が発表された。

### ジェフユナイテッド市原・千葉
2020年シーズンより、ジェフユナイテッド千葉へ移籍。

### 日本代表
2014年10月、吉田麻也の負傷に伴い、代わって日本代表に初招集され、10月10日のキリンチャレンジカップ・ジャマイカ戦で日本代表デビューを果たした。

## 所属クラブ
- FC南スポーツ少年団（那覇市立小禄南小学校）[1]
- 那覇市立小禄中学校
- 流通経済大学付属柏高等学校
- 2009年 - 2017年  名古屋グランパス
- 2018年 - 2019年  ジュビロ磐田
- 2020年 -  ジェフユナイテッド千葉

## 個人成績
| 国内大会個人成績 | 国内大会個人成績 | 国内大会個人成績 | 国内大会個人成績 | 国内大会個人成績 | 国内大会個人成績 | 国内大会個人成績 | 国内大会個人成績 | 国内大会個人成績 | 国内大会個人成績 | 国内大会個人成績 | 国内大会個人成績 |
| 年度             | クラブ           | 背番号           | リーグ           | リーグ戦         | リーグ戦         | リーグ杯         | リーグ杯         | オープン杯       | オープン杯       | 期間通算         | 期間通算         |
| 年度             | クラブ           | 背番号           | リーグ           | 出場             | 得点             | 出場             | 得点             | 出場             | 得点             | 出場             | 得点             |
| 日本             | 日本             | 日本             | 日本             | リーグ戦         | リーグ戦         | リーグ杯         | リーグ杯         | 天皇杯           | 天皇杯           | 期間通算         | 期間通算         |
| ---------------- | ---------------- | ---------------- | ---------------- | ---------------- | ---------------- | ---------------- | ---------------- | ---------------- | ---------------- | ---------------- | ---------------- |
| 2009             | 名古屋           | 28               | J1               | 1                | 0                | 1                | 0                | 1                | 0                | 3                | 0                |
| 2010             | 名古屋           | 28               | J1               | 0                | 0                | 2                | 0                | 3                | 0                | 5                | 0                |
| 2011             | 名古屋           | 28               | J1               | 3                | 0                | 0                | 0                | 2                | 1                | 5                | 1                |
| 2012             | 名古屋           | 28               | J1               | 25               | 2                | 2                | 0                | 4                | 0                | 31               | 2                |
| 2013             | 名古屋           | 28               | J1               | 25               | 0                | 4                | 0                | 1                | 0                | 30               | 0                |
| 2014             | 名古屋           | 28               | J1               | 29               | 1                | 6                | 0                | 3                | 0                | 38               | 1                |
| 2015             | 名古屋           | 7                | J1               | 11               | 2                | 2                | 0                | 1                | 0                | 14               | 2                |
| 2016             | 名古屋           | 7                | J1               | 27               | 2                | 3                | 0                | 1                | 0                | 31               | 2                |
| 2017             | 名古屋           | 7                | J2               | 34               | 9                | -                | -                | 2                | 0                | 36               | 9                |
| 2018             | 磐田             | 7                | J1               | 33               | 4                | 2                | 0                | 1                | 0                | 36               | 4                |
| 2019             | 磐田             | 7                | J1               | 21               | 0                | 0                | 0                | 1                | 0                | 22               | 0                |
| 2020             | 千葉             | 4                | J2               | 31               | 2                | -                | -                | -                | -                | 31               | 2                |
| 2021             | 千葉             | 4                | J2               | 27               | 2                | -                | -                | 1                | 0                | 28               | 2                |
| 2022             | 千葉             | 4                | J2               | 38               | 1                | -                | -                | 1                | 0                | 39               | 1                |
| 2023             | 千葉             | 4                | J2               | 32               | 1                | -                | -                | 0                | 0                | 32               | 1                |
| 2024             | 千葉             | 4                | J2               | 30               | 6                | 1                | 0                | 3                | 0                | 34               | 6                |
| 通算             | 日本             | 日本             | J1               | 175              | 11               | 22               | 0                | 18               | 1                | 215              | 12               |
| 通算             | 日本             | 日本             | J2               | 192              | 21               | 1                | 0                | 7                | 0                | 200              | 21               |
| 総通算           | 総通算           | 総通算           | 総通算           | 367              | 32               | 23               | 0                | 25               | 1                | 415              | 33               |

出場歴
- Jリーグ初出場 - 2009年5月2日 J1第9節 京都サンガF.C.戦 (西京極総合運動公園陸上競技場兼球技場)
- Jリーグ初得点 - 2012年8月11日 J1第21節 清水エスパルス戦 (アウトソーシングスタジアム日本平)

その他の公式戦
- 2017年
  - J1昇格プレーオフ 2試合1得点
- 2018年
  - J1参入プレーオフ 1試合1得点
- 2023年
  - J1昇格プレーオフ 1試合0得点

| 国際大会個人成績 | 国際大会個人成績 | 国際大会個人成績 | 国際大会個人成績 | 国際大会個人成績 |
| 年度             | クラブ           | 背番号           | 出場             | 得点             |
| AFC              | AFC              | AFC              | ACL              | ACL              |
| ---------------- | ---------------- | ---------------- | ---------------- | ---------------- |
| 2009             | 名古屋           | 28               | 1                | 0                |
| 2011             | 名古屋           | 28               | 0                | 0                |
| 2012             | 名古屋           | 28               | 3                | 0                |
| 通算             | AFC              | AFC              | 4                | 0                |

## タイトル

### チーム
流通経済大学付属柏高校
- 高円宮杯全日本ユースサッカー選手権 (U-18)大会（2007年）
- 全国高等学校サッカー選手権大会（2007年）
- 全国高等学校総合体育大会サッカー競技大会（2008年）

名古屋グランパス
- J1リーグ：1回（2010年）

### 代表
U-15日本代表
- フランコ・ガッリーニ国際大会（2006年）

### 個人
- フランコ・ガッリーニ国際大会（イタリア）MVP（2006年）
- J1リーグ 最優秀ゴール賞（2016年）
- J2リーグ ベストイレブン（2023年）[22]

## 代表歴

### 出場大会
- 2003年 U-12日本代表
- 2005年 U-14日本代表
- 2006年 U-15日本代表
- 2007年 U-17日本代表候補
- 2009年 U-18日本代表候補
- 2014年 日本代表

### 試合数
- 国際Aマッチ 3試合 0得点 (2014年)

| 日本代表 | 国際Aマッチ | 国際Aマッチ |
| 年       | 出場        | 得点        |
| -------- | ----------- | ----------- |
| 2014     | 3           | 0           |
| 通算     | 3           | 0           |

### 出場
| No. | 開催日         | 開催都市 | スタジアム                         | 対戦国       | 結果 | 監督     | 大会                       |
| --- | -------------- | -------- | ---------------------------------- | ------------ | ---- | -------- | -------------------------- |
| 1.  | 2014年10月10日 | 新潟     | デンカビックスワンスタジアム       | ジャマイカ   | ○1-0 | アギーレ | キリンチャレンジカップ2014 |
| 2.  | 2014年10月14日 | カラン   | シンガポール・ナショナルスタジアム | ブラジル     | ●0-4 | アギーレ | 国際親善試合               |
| 3.  | 2014年11月14日 | 豊田     | 豊田スタジアム                     | ホンジュラス | ○6-0 | アギーレ | キリンチャレンジカップ2014 |